# Qinghua (sockenhuvudort i Kina, Liaoning Sheng, lat 40,66, long 122,21)
Qinghua är en sockenhuvudort i Kina. Den ligger i provinsen Liaoning, i den nordöstra delen av landet, omkring 160 kilometer sydväst om provinshuvudstaden Shenyang. Antalet invånare är 22 543. Befolkningen består av 11 312 kvinnor och 11 231 män. Barn under 15 år utgör 8,0 %, vuxna 15-64 år 78 %, och äldre över 65 år 13,0 %.
Runt Qinghua är det mycket tätbefolkat, med 1 135 invånare per kvadratkilometer. Närmaste större samhälle är Yingkou, 1,4 km öster om Qinghua. Runt Qinghua är det i huvudsak tätbebyggt.
Genomsnittlig årsnederbörd är 870 millimeter. Den regnigaste månaden är juli, med i genomsnitt 212 mm nederbörd, och den torraste är januari, med 8 mm nederbörd.